# Olga Bancic
Olga (Golda)  Bancic, (n. 10 mai 1912, Chișinău, Gubernia Basarabia, Imperiul Rus – d. 10 mai 1944, Stuttgart, al Treilea Reich) a fost o activistă comunistă română, de etnie evreiască, luptătoare antifascistă, eroină a Rezistenței franceze din perioada ocupației naziste a Franței.

## Viața timpurie și activitatea politică
S-a născut în 1912 la Chișinău ca al șaselea copil al unei familii de evrei nevoiași din Basarabia, care la acea dată făcea parte a Imperiului Rus. Tatăl ei era meseriașul Noah-Bențion (Noi-Bențion Ioinovici) Bancik  (n.1876-d.la Auschwitz 1942), iar mama ei Sara-Mira (Sura-Mirel Haimovna) născută Gottlieb (n.1880 - d.?), casnică. La vârsta de 11 ani a intrat ca ucenică într-un atelier de cusut pături și de umplut saltele, iar la 12 ani a lucrat deja ca muncitoare la fabrica de saltele. În 1926, încă la Chișinău, la 14 ani a fost arestată pentru prima dată pe motivul  că a participat la o grevă. Deși minoră  a fost închisă și bătută.
În 1932 a intrat în Uniunea Tineretului Comunist și s-a mutat la București.
În anii 1933 - 1939 a fost membră activă a organizației muncitorești locale, fiind o stalinistă convinsă. A fost arestată de atâtea ori, încât a început să considere arestul ca un accident de muncă. În 1938, a plecat în Franța, unde i-a ajutat pe stângiștii francezi să transporte arme brigăzilor republicane din Spania, pentru a lupta împotriva fascismului. În 1939, după căsătoria cu Alexandru Jar, Bancic a născut o fată căreia i-a dat numele de Dolores, drept omagiu pentru eroina Războiului Civil Spaniol, comunista Dolores Ibárruri.
Soții au locuit la Paris în 11 Cité Popincourt, apoi le strada Saint Sabin 60 în arondismentul XI.
Bancic s-a înscris la Facultatea de litere a Universității din Paris si a urmat cursurile până la izbucnirea luptelor cu Germania în 1940.

## Rezistența franceză
În 1940, Franța a fost ocupată de armata germană. Membră a Partidul Comunist Francez, Olga și-a lăsat fiica Dolores la o familie franceză, pentru a o proteja, în timp ce ea s-a alăturat grupului de rezistență Francs-tireurs et partisans - Main-d'œuvre immigrée (FTP/MOI) din regiunea Parisului, condus de Missak Manouchian⁠(fr)[traduceți], pentru a lupta împotriva germanilor. Olga Bancic a adoptat numele conspirativ „Pierrette”. A asamblat bombe și a transportat explozive folosite pentru sabotarea trenurilor germane care transportau trupe și provizii. Pe 6 noiembrie 1943 a fost arestată de Gestapo. Deși a fost torturată, nu și-a demascat camarazii. Pe data de 21 februarie 1944 a fost condamnată la moarte, împreună cu 22 de tovarăși din celebra grupare Afișul roșu⁠(fr)[traduceți]. Cei 22, fiind bărbați, au fost împușcați în aceeași zi. Dat fiind că o lege din Franța interzicea împușcarea femeilor, Olga a fost transferată de germani într-o închisoare din Stuttgart, unde a fost rejudecată și condamnată din nou la moarte. Interogările și torturile au continuat și după ce a fost condamnată la moarte, a fost decapitată de ziua ei de naștere, la 10 mai 1944, când împlinea 32 de ani.
În procesul verbal întocmit de poliția franceză la arestarea ei se precizează că este fiica lui Noé și Zeains Marie (sic) celibatară, că este fără profesie și fără domiciliu cunoscut. Când a fost arestată se afla în compania lui Marcel Rajman zis „Michel” și avea asupra sa o un buletin de identitate fals pe numele Lebon, născută Petresca Marie.
Afișul roșu cu chipurile celor executați, răspândit de sistemul de propagandă germană și al autorităților de la Vichy, i-a inspirat poetului Louis Aragon poezia L'Affiche rouge.

## Comemorare
În anul 1959 pictorul Alexandru Ciucurencu a expus lucrarea Olga Bancic pe eșafod dar acest tablou a fost înlăturat din expoziție și nici până azi nu se știe precis unde se găsește.
În Franța, pe zidul clădirii de la adresa 19, rue au Maire, 3ème, Paris (75003), Ile-de-France a fost montată o placă comemorativă în memoria grupului de rezistență Franc-Tireurs et Partisans (FTP/MOI), pe care este trecut și numele eroinei Olga Bancic.
În București, între strada Polonă și strada Corneliu Botez, există o stradă care, până în 1995, s-a numit Olga Bancic. Pe zidul uneia din clădiri se afla o placă de marmură cu următorul text:
Numele străzii a fost schimbat în Alexandru Philippide iar placa de marmură a fost smulsă de la locul ei.

## Filmografie
În anul 2009, în Franța a fost lansat filmul L'armée du crime (Armata crimei), cu durata de 139 minute, în regia lui Robert Guédiguian, care prezintă activitatea grupului condus de poetul armean Missak Manouchian în rândul Rezistenței franceze. Printre personajele care apar în film este și Olga Bancic, interpretată de actrița Olga Legrand.

## În literatură
Romanciera franceză Marie-Florence Ehret a publicat romanul Une jeune mère dans la résistance - Olga Bancic în 2015 la editura Oskar.

## Galerie de imagini

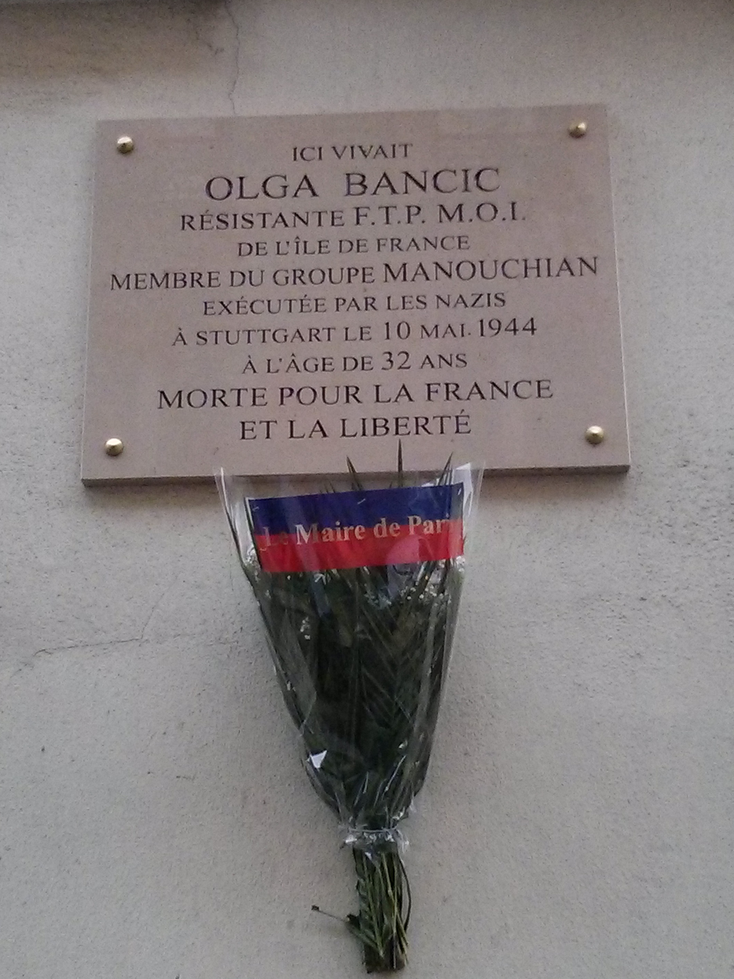
Placă comemorativă pentru Olga Bancic, 114 Rue du Château, Paris 14e
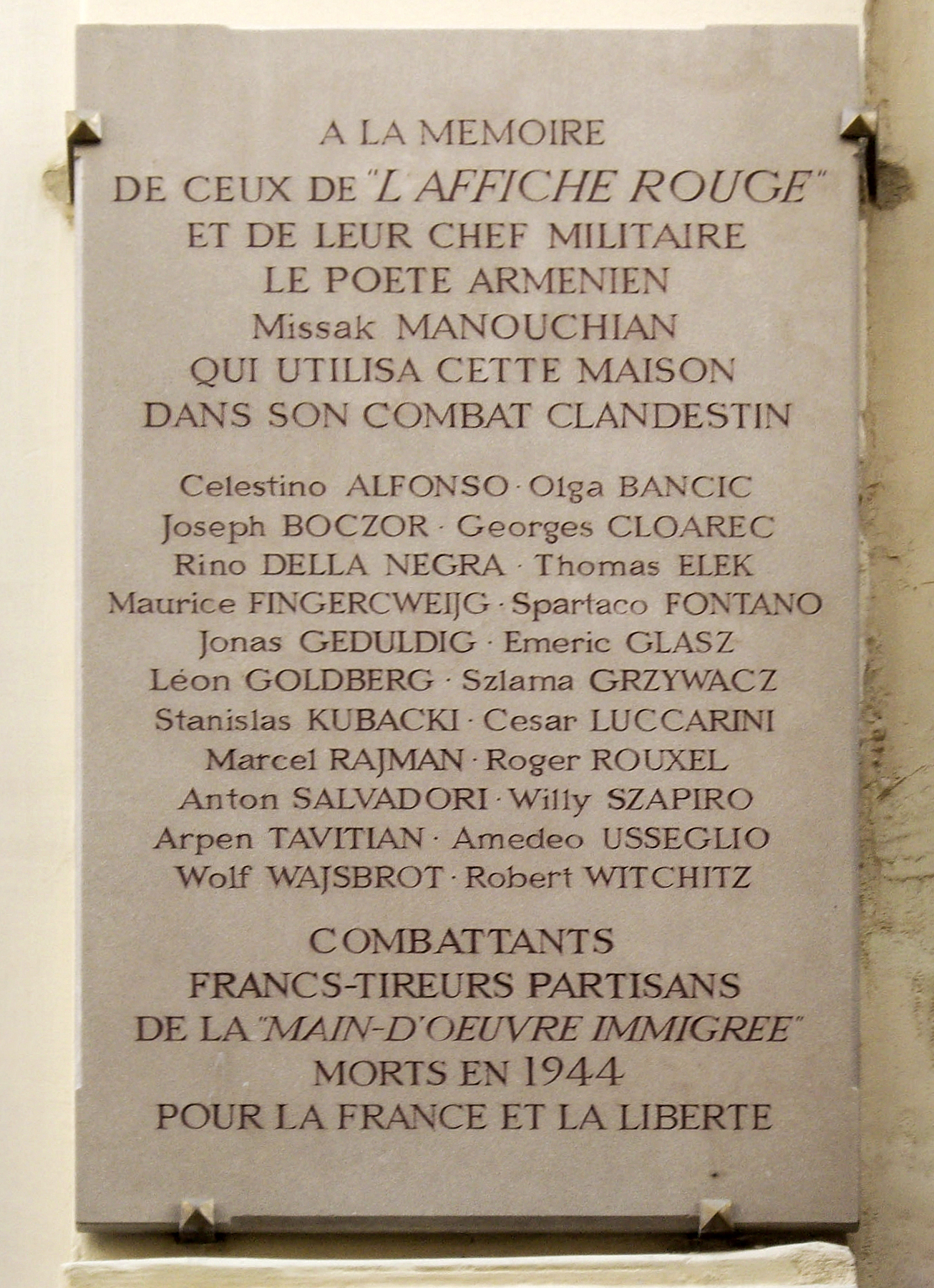
Placă comemorativă pentru „cei din afișul roșu”, Paris 3e, 19 rue au Maire
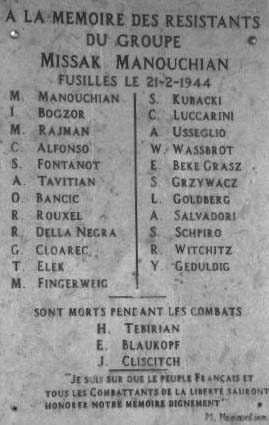
Placă comemorativă la Valence pentru membrii Grupului Manouchian
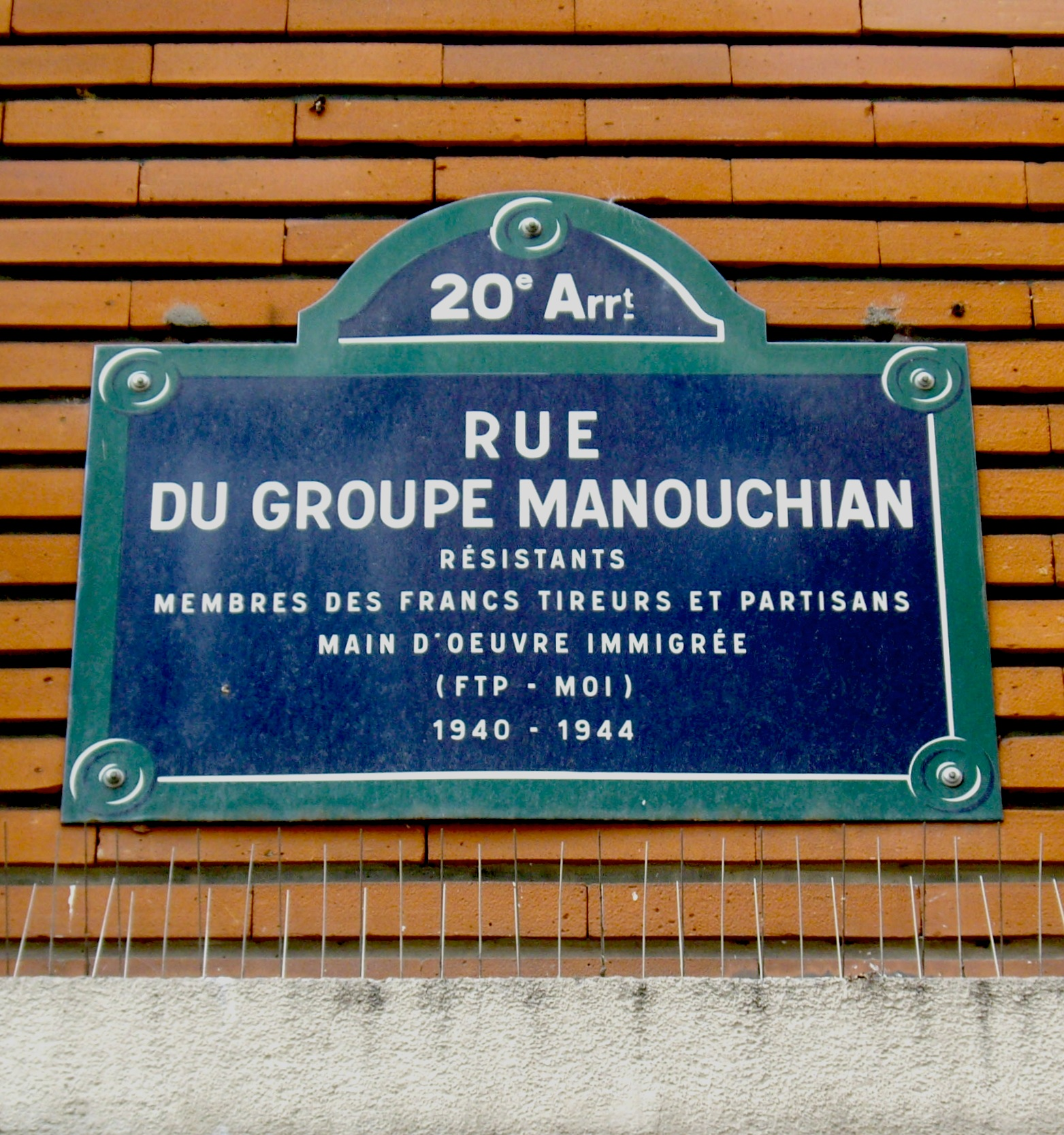
Rue du Groupe-Manouchian, Paris 20e
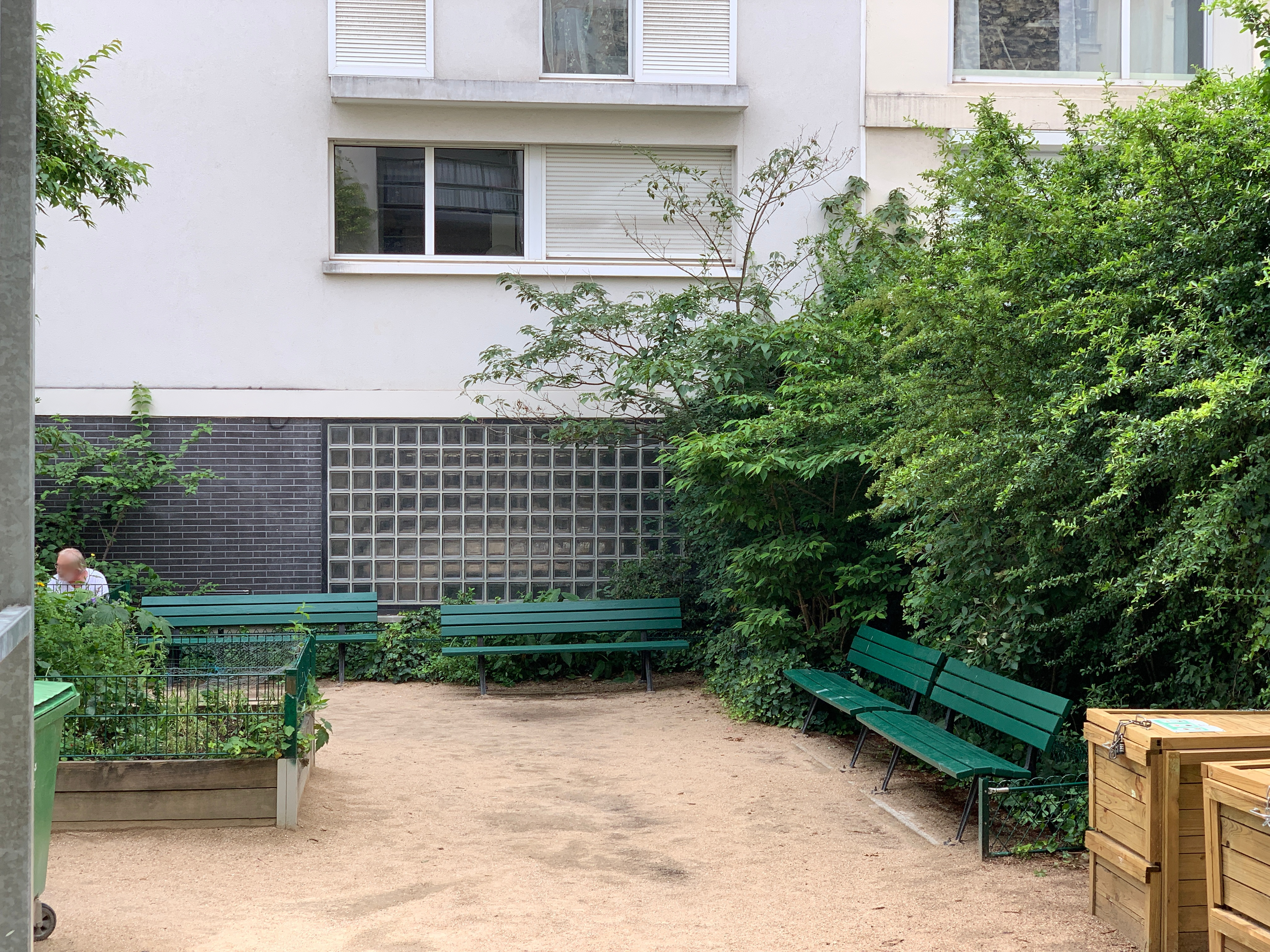
Scuarul Olga Bancic, Paris 11e